# Damalijster
De Damalijster (Geokichla citrina; synoniem: Zoothera citrina) is een zangvogel uit de familie Turdidae (lijsters).

## Kenmerken
De vogel heeft een lengte tussen 20 en 28,5 centimeter. Het mannetje heeft een dooiergele kop, nek, buik, borst en flanken. De onderste staartveren zijn wit, evenals de middelste vleugeldekveren. De ogen zijn bruin, de poten grijsbruin en de snavel licht hoornkleurig. Het vrouwtje is over het algemeen veel valer en de gele kleuren neigen meer naar oranje.

## Voortplanting
In mei/juli legt het vrouwtje drie tot vier groene, soms grijswitte, roodbruin gevlekte eitjes,

## Verspreiding en leefgebied
Deze soort telt elf ondersoorten:
- G. c. citrina: van de Himalaya tot noordelijk Myanmar.
- G. c. cyanota: centraal en zuidelijk India.
- G. c. innotata: van oostelijk Myanmar en uiterst zuidelijk China tot zuidelijk Indochina.
- G. c. melli: zuidelijk China.
- G. c. courtoisi: oostelijk China.
- G. c. aurimacula: Hainan (nabij zuidoostelijk China), noordoostelijk en centraal Indochina.
- G. c. andamanensis: de Andamanen.
- G. c. albogularis: de Nicobaren.
- G. c. gibsonhilli: centraal en zuidoostelijk Myanmar, zuidwestelijk Thailand.
- G. c. aurata: noordelijk Borneo.
- G. c. rubecula: Java en Bali.